# Ivano Dal Prete
Ivano Dal Prete (né le 23 octobre 1971) est un astronome amateur italien.

## Biographie
Il est enseignant et chercheur à l'université Yale.
Il est diplômé en Histoire moderne, il publie des articles de vulgarisation sur l'astronomie.
Le Centre des planètes mineures le crédite de la découverte de l'astéroïde (25216) Enricobernardi effectuée le 10 octobre 1998 avec la collaboration de Flavio Castellani.